# Vulcania
Vulcania is een Frans educatief themapark en wetenschapsmuseum rond vulkanisme, gelegen in Saint-Ours-les-Roches, in het departement Puy-de-Dôme, 15 km ten noordwesten van Clermont-Ferrand. De realisatie werd gesteund door Valéry Giscard d'Estaing en het centrum wordt ook wel het "Parc européen du volcanisme" (Europese park van vulkanisme) genoemd. Het centrum wordt beheerd door het semi-overheidsbedrijf Volcans. Het project stuitte en stuit op verzet van natuurbeschermers.
Het project werd tussen 1986 en 1990 uitgewerkt door de Franse vulkanologen Maurice en Katia Krafft, een echtpaar vorsers, die in 1991 overleden bij de uitbarsting van de Japanse vulkaan Unzen. Valéry Giscard d'Estaing, de voormalige president van Frankrijk verzette zich bij de presentatie in 1990 in zijn positie als voorzitter van de regionale raad van Auvergne eerst tegen het voorstel, maar nam het project na het overlijden van de Kraffts over en zette er zijn politiek gewicht onder.
Het project heeft vanaf het begin kritiek gekregen. De sterke betrokkenheid van de voormalige president voegde een politieke dimensie toe aan de economische, technische en milieukwesties. Vanuit milieuoogpunt stuitte de bouw van Vulcania in het hart van de Chaîne des Puys op sterk verzet van natuurbeschermers. Anderzijds werd het project uitgevoerd op een voormalig militair domein, met koolwaterstofafzettingen, en hierdoor zou een verwaarloosde site herontwikkeld worden. Een andere forse kritiek kwam naar voren vanwege de financiële verliezen door het overschatte aantal bezoekers. In 2004 draaide het park met een tekort van 1,707 miljoen euro.
De architect achter het ontwerp van het park was de Oostenrijkse Pritzker Prize-winnaar Hans Hollein. Driekwart van de funderingen is ondergronds verzonken, wat heeft bijgedragen aan de rehabilitatie van het land. Bezoekers naderen een 'metaforische vulkaan' door af te dalen van een helling naar een kegelvormige structuur bekleed met donkere steen en aan de binnenkant bekleed met een gouden metaal.

## Faciliteiten en attracties
Het centrum omvat onderzoeks- en conferentiefaciliteiten, grote IMAX-theaters, groene huizen om de positieve effecten van vulkanisme - vruchtbaarheid - te benadrukken en een restaurant met uitzicht op het hele natuurpark. De camping is afgelegen en wordt ook gebruikt voor recreatie en wandelen.
Een van de attracties op Vulcania zijn de cinemazalen waar meerdere thematische 4D-films worden vertoond. Doorheen de jaren volgden nieuwe attracties, waaronder de Volcanbul, een GPS-aangedreven robot die rondleidingen biedt door het gebied rond Vulcania, de lanceerachtbaan Namazu en de simulators Réveil des géants d'Auvergne en Dragon Ride 2. Daarnaast heeft het park sinds 2013 een volwaardige darkride met de naam Volcans Sacrés. Deze werden specifiek geïmplementeerd om het aantal bezoeken te verbeteren en bezoekers aan te moedigen om een hele dag door te brengen met het verkennen van de verschillende gebieden, in plaats van een halve dag zoals meestal het geval is voor musea.

## Tour de France
In 2023 startte de tiende etappe van de Tour de France in Vulcania. Dit was een heuvelrit en de etappe nadat de wielrenners de Puy de Dôme voor het eerst in 35 jaar moesten beklimmen.